# Altenfelden
Altenfelden ist eine Marktgemeinde in Oberösterreich im Bezirk Rohrbach im oberen Mühlviertel mit 2284 Einwohnern (Stand 1. Jänner 2025). Die Gemeinde liegt im Gerichtsbezirk Rohrbach.

## Geografie
Altenfelden liegt auf 598 m ü. A. Höhe im oberen Mühlviertel. Bezogen auf die naturschutzfachliche Raumgliederung gehört das Gemeindegebiet großteils zum Zentralmühlviertler Hochland, lediglich im Bereich der unteren Mühltäler hat die Gemeinde Anteil an der Raumeinheit Donauschlucht und Nebentäler. Die Ausdehnung beträgt von Nord nach Süd 7,4 km und von West nach Ost 6,6 km. Die Gesamtfläche umfasst 26,43 km², womit Altenfelden die zehntgrößte der 40 Gemeinden des Bezirks ist. Die Gemeindefläche erstreckt sich über eine Höhe zwischen rund 310 Meter an der Kleinen Mühl und über 650 Meter bei Mairhof und ist zu 28,1 Prozent bewaldet (Oberösterreich: 38,3 Prozent). Weitere 64,3 Prozent (Oberösterreich: 49,3 Prozent) werden als landwirtschaftliche Nutzfläche bewirtschaftet, die übrigen 6,6 Prozent des Gemeindegebietes entfallen auf Gewässer, Gärten, Bauflächen und sonstige Flächen. Nachbargemeinden sind Arnreit im Norden, Neufelden im Südosten und Osten, Kleinzell im Mühlkreis im Südosten, Kirchberg ob der Donau im Süden, Niederkappel im Südwesten, Lembach im Mühlkreis im Westen und Hörbich im Nordwesten.

### Gemeindegliederung
Das Gemeindegebiet umfasst folgende Ortschaften (in Klammern Einwohnerzahl Stand 1. Jänner 2025):
- Altenfelden (1188)
- Atzesberg (42)
- Blumau (115)
- Doppl (15)
- Fraunschlag (58)
- Freileben (40)
- Godersdorf (78)
- Haselbach (106)
- Hörhag (125)
- Hühnergeschrei (60)
- Langhalsen (32)
- Mairhof (38)
- Neundling (59)
- Oberfeuchtenbach (50)
- Panholz (22)
- Starling (8)
- Starz (12)
- Steinerberg (58)
- Unteredt (47)
- Unterfeuchtenbach (67)
- Weigert (26)
- Wollmannsberg (38)

Zählsprengel sind Altenfelden-Zentrum und Altenfelden-Umgebung, Katastralgemeinden sind Altenfelden, Haselbach und Langhalsen.

## Geschichte

### Ur- und Frühgeschichte
Über die Ur- und Frühgeschichte des heutigen Gemeindegebietes ist nichts überliefert. Auch Funde aus dieser Zeit existieren nicht. Besiedelt war das Obere Mühlviertel jedoch bereits in der Steinzeit, wie beispielsweise Funde aus der jüngeren Steinzeit aus Arnreit belegen. Funde aus der Bronzezeit kamen zudem im nahen Landshaag, römische Funde in St. Martin zu Tage. Im Frühmittelalter siedelten im Oberen Mühlviertel Bayern und Slawen. Ob auch Slawen im heutigen Gemeindegebiet lebten, lässt sich jedoch nicht belegen.

### Hoch- und Spätmittelalter
Nachdem zwischen 800 und 1100 nach Christus der südliche Teil des Mühlviertels gerodet und besiedelt worden war, folgte nach 1100 in einer zweiten Etappe eine stärkere Rodung und Besiedelung des hochgelegenen Mittelteils des Mühlviertels, in dem sich auch das heutige Gemeindegebiet von Altenfelden befindet. Die charakteristische Siedlungsform dieser Zeit war der Kirchort als Mittelpunkt ausgedehnter Einzelhofsiedlungen. Gemeinsam mit der Pfarre Altenfelden könnten dabei die Höfe vom Bauern auf der Edt, der Kleebauer, der Freilebner, der Leitenbauer, der Walchshof und der Höferhof entstanden sein. Zu den ersten Rodungen könnten auch Feuchtenberg, Atzesberg sowie Steinerberg gehören. Um 1200 wurden Siedlungen verstärkt als Reihensiedlungen, Waldhufendörfern und Weilern angelegt, wobei im heutigen Gemeindegebiet verstärkt Weiler wie Godersdorf, Neundling oder Wollmannsberg angelegt wurden, aber auch Reihensiedlungen wie Oberfeuchtenbach, Fraunschlag, Blumau und Haselbach entstanden.
Besitzer des Oberen Mühlviertels war im 12. Jahrhundert das Frauenkloster Niedernburg, das im königlichen Besitz stand. Bis 1220 erlangte der Bischof von Passau alle Rechte an diesem Gebiet. Zwar kam die Region im 14. Jahrhundert unter österreichische Oberhoheit, dennoch blieb es auch passauisches Reichslehen und Teil des Reichsfürstentums Bistum Passau. Daher wurde auch die Gerichtsbarkeit im Landgericht Velden von einem passauischen Landrichter ausgeübt. Diese Situation blieb bis in die Mitte des 18. Jahrhunderts bestehen.
Im Umkreis von Altenfelden waren insbesondere die passauischen Ministerialengeschlechter der Tannberger und Marsbacher aktiv. Die Tannberger errichteten im 12. Jahrhundert die Burg Tannberg an der Kleinen Mühl in der heutigen Nachbargemeinde Hörbich, wobei zur Herrschaft Tannberg zahlreiche Güter im heutigen Altenfelden gehörten. Die Tannberger wurden im 14. Jahrhundert auch Lehensherren der Burg Pürnstein in der Nachbargemeinde Neufelden. Einige der Höfe, die 1397 im Güterverzeichnis der Herrschaft Tannberg aufschienen, gehörten später zur Herrschaft Pürnstein, wobei zahlreiche Bewohner des heutigen Gemeindegebietes bereits ursprünglich Untertanen der Pürnsteiner gewesen waren. Die Pürnsteiner dienten als Ministerialen den Herren von Blankenberg. Nach dem Aussterben der Blankenberger kam die Herrschaft 1241 an den Bischof von Passau, der die Herrschaft verlehnte. Neben den beiden Herrschaften hatten noch andere Herrschaften Besitzungen auf dem heutigen Gemeindegebiet von Altenfelden. Zum Schloss Blumau gehörte das gleichnamige Dorf sowie einige Güter in Altenfelden. Zwischen dem 12. und 14. Jahrhundert waren auch die Steinberger als Gefolgsleute der Tannberger aktiv. Sie unterhielten in Unteredt eine Burg. Zudem bestand im heutigen Hühnergeschrei im 14. Jahrhundert der befestigte Burgstall des Andre Gruber und von Norden hatte auch die Herrschaft der Liebensteiner mit der Burg Liebenstein (heute Gemeinde Arnreit) Einfluss auf das Gebiet.

### Frühe Neuzeit
1528 wurde das in Neufelden befindliche Landesgericht nach Marsbach verlegt, zudem wurden mehrere Passauer Besitzungen im Mühlviertel 1529 vereinigt und die bisherigen Pflegeämter zu einer Oberpflegschaft in Marsbach zusammengefasst. Der für Altenfelden zuständige Pfleger und Kirchvogt hatte in der Folge seinen Sitz in Marsbach, dies galt jedoch nicht für die Untertanen der Herrschaft Pürnstein mit dem Amt in Blumau. In der zweiten Hälfte des 16. Jahrhunderts verstärkte sich der Einfluss der Reformation im Oberen Mühlviertel und immer mehr der katholischen Priester wurden aus den Pfarren vertrieben. Gleichzeitig legten die hohen Abgaben der Bauern den Grundstein für soziale Unruhen. 1595 wurde auch der Pfarrer von Altenfelden Steffan Heher vertrieben, woraufhin der neue Pfarrer Sebastian Kugelmann von 20 Soldaten aus Neufelden im Pfarrhof bewacht werden musste. Im Juli rückten Bauern aus Niederwaldkirchen in Neufelden ein und vertrieben den Marktrichter Abraham Öder. Gemeinsam mit örtlichen Bauern zogen sie weiter nach Altenfelden und stürmten den Pfarrhof. In der Folge zogen immer mehr Bauern über Pfarrkirchen bis nach Rohrbach und brachten die Märkte Haslach, Aigen und Ulrichsberg auf ihre Seite. Die Handlungen im Mühlviertel erfolgten im Rahmen des Zweiten oberösterreichischen Bauernaufstandes, wobei der Kaiser im Sommer 1597 Soldaten unter Gotthard von Starhemberg nach Haslach entsandte. Er forderte die Pfarren auf, dem reformatorischen Glauben abzuschwören und die Waffen abzugeben, woraufhin die Pfarren nach und nach aufgaben. Die Rädelsführer wie der Altenfeldener Thomas Baumbauer und der Waldbauer aus Neundling wurden hingerichtet. Der katholische Glauben konnte sich jedoch auch in der Folge nicht durchsetzen. Kugelmann kehrte zwar in die Pfarre zurück, konnte sich aber nur wenige Jahre halten. Vielmehr wirkte in der Folge zwei Jahrzehnte ein protestantischer Prediger in Altenfelden.
Nachdem Kaiser Ferdinand II Oberösterreich an Kurfürst Max II. von Bayern verpfändet hatte, wurde Adam von Herberstorff als Statthalter eingesetzt, der die Gegenreformation im Mühlviertel vorantrieb. Er ließ zwischen 1624 und 1625 alle evangelischen Schullehrer und Prediger vertreiben, wobei in Altenfelden bereits 1622 ein katholischer Pfarrer eingesetzt war. Gegen die bayrischen Pfandherren regte sich jedoch rasch Widerstand und im Mai 1626 kam es nach einem Streit zwischen Bauern und bayrischen Soldaten zu einem offenen Aufstand gegen die Bayern, aus dem sich der Oberösterreichische Bauernkrieg entwickelte. Bis Oktober 1626 konnten die kaiserlichen Truppen jedoch den Bauernaufstand niederschlagen. Am 3. November vereinigten sich kaiserliche und bayrische Truppen in Altenfelden und zogen gemeinsam nach Linz.

### Altenfelden im 18. und 19. Jahrhundert
Unter Kaiser Joseph II. wurden zur leichteren Rekrutierung von Soldaten die Konskriptionsgemeinden geschaffen, wobei Altenfelden der Konskriptionsgemeinde Langhalsen zugehörig war. Im Zuge einer Steuerreform führte Joseph II. zudem die Katastralgemeinden und den Grundsteuerkataster ein, wobei auf dem heutigen Gemeindegebiet die Katastralgemeinden Altenfelden, Haselbach und Langhalsen entstanden. Der Grundsteuerkataster gibt auch Einblick um die Wirtschaft in Altenfelden in der zweiten Hälfte des 18. Jahrhunderts. So wurde auf dem heutigen Gemeindegebiet noch die Dreifelderwirtschaft betrieben während die Viehzucht stark unterentwickelt und auf Grund der Bodenverhältnisse kaum Obstbau betrieben werden konnte. In der Landwirtschaft dominierte der Anbau von Flachs, Rüben, Kraut und Erdäpfeln, hinzu kam wenig Klee und Hanf, während zur Düngung vornehmlich Laub diente. In der Viehzucht wurden überwiegend kleine Ochsen und Kühe gehalten, Pferdebesitzer gab es nur wenige, Schweine wurden nur für den eigenen Gebrauch gehalten. Als Zusatzverdienst wurde in den meisten Haushalten ein Spinnrad zur Flachs- oder Baumwollverarbeitung betrieben.

### 21. Jahrhundert
Im Mai 2016 brannte eine noch nicht bezogene Asylunterkunft komplett ab, die Polizei ging von Brandstiftung aus. Die Tat wurde von allen politischen Parteien des Bundeslands scharf verurteilt. Ein halbes Jahr später stellte die Staatsanwaltschaft Linz die Ermittlungen erfolglos ein.

## Bevölkerung

### Bevölkerungsstruktur
2013 lebten in der Gemeinde Altenfelden 2.117 Menschen, womit Altenfelden die siebtgrößte der 42 Gemeinden des Bezirks war. Bezogen auf die Bevölkerungsdichte wies Altenfelden mit 80 Einwohnern pro km² die elfthöchste Besiedelungsdichte im Bezirksgebiet auf. Ende 2001 waren 96,4 Prozent der Bevölkerung österreichische Staatsbürger (Oberösterreich 92,8 Prozent, Bezirk Rohrbach 96,9 Prozent), bis zum Jahresbeginn 2013 stieg der Wert auf 97,9 Prozent (Oberösterreich 91,1 Prozent, Bezirk Rohrbach 96,9 Prozent) an. Insgesamt wurden 2013 in der Gemeinde nur 44 Ausländer gezählt, die zu 39 Prozent aus der Türkei und zu 32 Prozent aus den EU-Ländern stammten. Zur römisch-katholischen Kirche bekannten sich 2001 94,3 Prozent der Einwohner (Oberösterreich: 79,4 Prozent), 2,0 Prozent waren ohne Bekenntnis, 3,0 Prozent islamischen Glaubens und 0,3 Prozent evangelisch.
Der Altersdurchschnitt der Gemeindebevölkerung lag 2001 unter dem Landesdurchschnitt. 22,1 Prozent der Einwohner von Altenfelden waren jünger als 15 Jahre (Oberösterreich: 18,8 Prozent), 60,4 Prozent zwischen 15 und 59 Jahre alt (Oberösterreich: 61,6 Prozent). Der Anteil der Einwohner über 59 Jahre lag mit 17,5 Prozent deutlich unter dem Landesdurchschnitt von 20,2 Prozent. Der Altersdurchschnitt der Bevölkerung von Altenfelden veränderte sich in der Folge in allen Segment. Der Anteil der unter 15-jährigen sank per 1. Jänner 2013 auf 14,9 Prozent, während sich der Anteil der Menschen zwischen 15 und 59 Jahren auf 68,4 Prozent deutlich erhöhte. Der Anteil der über 59-jährigen sank hingegen auf 16,7 Prozent. Nach dem Familienstand waren 2001 48,4 Prozent der Einwohner von Altenfelden ledig, 44,6 Prozent verheiratet, 5,4 Prozent verwitwet und 1,7 Prozent geschieden.

### Bevölkerungsentwicklung
Das heutige Gemeindegebiet von Altenfelden erlebte im späten 19. Jahrhundert zwischen 1869 und 1900 verglichen mit dem Bundesland Oberösterreich und dem Bezirk Rohrbach ein überdurchschnittliches Bevölkerungswachstum, wobei die Einwohnerzahl in dieser Periode um 17 Prozent auf knapp über 2.000 Einwohner stieg. Danach setzte ein Schrumpfungsprozess ein, der bis 1939 anhielt und die Einwohnerzahl fast wieder auf den Ausgangswert von 1869 fallen ließ. Danach kam es jedoch zu einer erneuten Trendwende und die Bevölkerung stieg bis zum Jahrtausendwechsel wieder sukzessive an. 2002 verzeichnete die Gemeinde mit 2.247 Einwohnern einen Höchststand. Seitdem fiel die Einwohnerzahl um rund 100 Personen. Die Einwohnerentwicklung der letzten Jahrzehnte war von einem hohen Geburtenüberschuss und einer teilweise starken Abwanderung geprägt, wobei der Geburtenüberschuss in den 1970er und 1980er Jahren wesentlich höher ausfiel als die Abwanderung. Da in den 1990er Jahren die Wanderungsbilanz ausgeglichen war, stieg der Bevölkerungszuwachs in diesem Jahrzehnt besonders stark an. Nach der Jahrtausendwende änderte sich jedoch dieser Trend und die Abwanderung stieg stark an während sich der Geburtenüberschuss stark abschwächte.

## Politik

### Gemeinderat
Der Gemeinderat als oberstes Gremium der Gemeinde umfasst 19 Sitze und wird alle sechs Jahre im Zuge oberösterreichweiter Gemeinderatswahlen gewählt. Die Gemeinderatswahl 2021 ergab folgendes Ergebnis:
- Österreichische Volkspartei (ÖVP) 11 Mandate
- Freiheitliche Partei Österreichs (FPÖ) 4 Mandate
- Sozialdemokratische Partei Österreichs (SPÖ) 4 Mandate[10]

### Bürgermeister
Der Bürgermeister wird seit 1997 in einer Direktwahl bestimmt, wobei es bei keiner absoluten Mehrheit für einen Kandidaten zu einer Stichwahl kommt. Die erste Bürgermeisterdirektwahl konnte der seit 1985 amtierende Landtagsabgeordneter Karl Lauss (ÖVP) mit 61,9 Prozent im ersten Wahlgang für sich entscheiden. 2002 wurde Lauss von Franz Trautendorfer (ÖVP) im Amt abgelöst. Trautendorfer wurde 2003 mit 67,3 Prozent, 2009 mit 64,9 Prozent und 2015 mit 74,5 Prozent im ersten Wahlgang als Bürgermeister bestätigt. Seit 2014 ist Klaus Gattringer (ÖVP) Bürgermeister der Gemeinde Altenfelden.
Bürgermeister seit 1850:
| Amtszeit  | Name                | Amtszeit  | Name                |
| --------- | ------------------- | --------- | ------------------- |
| 1850–1860 | Georg Furtmüller    | 1919–1929 | Johann Gahleitner   |
| 1860–1864 | Franz Kraml         | 1929–1930 | Georg Engleder      |
| 1864–1870 | Michael Dorner      | 1930–1938 | Johann Kneidinger   |
| 1870–1873 | Josef Wöss          | 1938–1938 | Franz Schnopfhagen  |
| 1873–1878 | Josef Meisinger     | 1938–1945 | Georg Furtmüller    |
| 1878–1879 | Johann Peherstorfer | 1945–1946 | Josef Reisinger     |
| 1879–1882 | Josef Wöss          | 1946–1949 | Michael Meisinger   |
| 1882–1885 | Matias Bichler      | 1949–1954 | Heinrich List       |
| 1885–1887 | Matias Engleder     | 1954–1955 | Heinrich Höretzeder |
| 1887–1894 | Georg Fuchs         | 1955–1964 | Johann Schneeberger |
| 1894–1900 | Josef Hackl         | 1964–1973 | Heinrich Höretzeder |
| 1900–1902 | Josef Hackl         | 1973–1985 | Josef Leibetseder   |
| 1902–1903 | Josef Wurmhöringer  | 1985–2002 | Karl Lauss          |
| 1903–1914 | Josef Öttl          | 2002–2014 | Franz Trautendorfer |
| 1914–1919 | Josef Thaller       | 2014–     | Klaus Gattringer    |

### Sonstige Wahlen
Wie bei Gemeinderatswahlen dominiert die ÖVP auch bei Landtagswahlen in der Gemeinde, wenngleich die Dominanz der Volkspartei etwas zurückgegangen ist. Dennoch konnte die ÖVP seit 1973 immer stimmenstärkste Partei werden, vor 1991 verfügte sie sogar über eine Zweidrittelmehrheit. Ihr bestes Ergebnis erreichte die ÖVP in diesem Zeitraum im Jahr 1979 mit 71,2 Prozent, seitdem verlor sie deutlich an Stimmenanteilen, wobei sie 1997 mit 50,0 Prozent ihr bisher niedrigstes Ergebnis einfuhr. Zweitstärkste Partei war bei Landtagswahlen bis 1985 sowie 2003 die SPÖ, die Wahlergebnisse zwischen 17,3 und 28,8 Prozent für sich verbuchen konnte. Ihr bestes Ergebnis hatte die SPÖ dabei 2003, ihr schlechtestes 1997. Zwei Mal zweitstärkste Partei konnte jedoch auch die FPÖ werden, die zwischen 1973 und 2009 zwischen 2,5 Prozent und 22,8 Prozent stark schwankte. Ihr bestes Ergebnis verzeichnete die FPÖ dabei im Wahljahr 1997. Bei der letzten Landtagswahl 2009 kam die ÖVP mit 51,1 Prozent auf den ersten Platz. Die SPÖ kam nur noch auf 17,5 Prozent und musste damit mehr als 10 Prozent ihrer Stimmenanteile abgeben. Daher konnte sich die FPÖ mit 19,0 Prozent wieder auf den zweiten Platz vorschieben, die Grünen kamen auf 7,3 Prozent.

### Wappen
Die Gemeinde Altenfelden bestimmte mit Beschluss des Gemeinderats am 17. März 1978 die Gestaltung des Gemeindewappens sowie die Gemeindefarben (Grün-Gelb). Das Wappen wurde in der Folge durch Beschluss der oberösterreichischen Landesregierung vom 24. April 1978 verliehen bzw. die Gemeindefarben genehmigt. Die Blasonierung des Wappens lautet: „In Grün mit silbernem, gewelltem Schildfuß, darin ein grüner Wellenbalken, ein goldener, aufgerichteter, rotbezungter Steinbock.“ Das Wappen leitet sich von einem Grabstein ab, der sich an der Nordkapelle der Pfarrkirche befindet. Der Grabstein der Gertrude Steinpöck aus dem Jahr 1355 zeigt einen aufsteigenden Steinbock im „sprechenden“ Wappen. Des Weiteren verweist das Gemeindewappen auf den Wildtierpark Altenfelden. Die Wellen im Schildfuß symbolisieren die Kleine und die Große Mühl, die die natürliche Gemeindegrenze im Osten und Westen des Gemeindegebietes darstellen. Das Wappen wurde von Herbert Erich Baumert aus Linz entworfen.

## Wirtschaft und Infrastruktur

### Arbeitsstätten und Beschäftigte
Altenfelden beherbergte 2001 einen Betrieb mit mehr als 100 Beschäftigten und vier Arbeitsstätten mit 20 oder mehr Mitarbeitern. Insgesamt ergab die im Rahmen der Volkszählung durchgeführte Arbeitsstättenzählung 84 Arbeitsstätten mit 576 Beschäftigten (ohne Landwirtschaft), wobei 85 Prozent unselbstständig Beschäftigte waren. Die Anzahl der Arbeitsstätten war dabei gegenüber dem Jahr 1991 um 27 (plus 47 Prozent) gestiegen, die Anzahl der Beschäftigten sogar um 229 Personen (plus 66 Prozent). Wichtigster Wirtschaftszweig war 2001 der Handel mit 27 Betrieben und 184 Beschäftigten (32 Prozent aller Beschäftigten) vor dem Gesundheits-, Veterinär- und Sozialwesen mit sieben Arbeitsstätten mit 123 Beschäftigten (21 Prozent) und dem Bauwesen mit sieben Arbeitsstätten und 74 Beschäftigten (13 Prozent). Weitere wichtige Wirtschaftszweige waren die Sachgütererzeugung und das Beherbergungs- und Gaststättenwesen. 40 Prozent der in Altenfelden Beschäftigten waren Angestellte oder Beamte, 36 Prozent Arbeiter und 13 Prozent Betriebsinhaber.
Von den in Altenfelden 2010 lebenden 1.186 Erwerbspersonen waren nur 2,6 Prozent arbeitslos. Von den 1.155 Erwerbstätigen waren 219 in der Sachgütererzeugung (19 Prozent), 171 im Handel (15 Prozent) und 146 im Gesundheits- und Sozialwesen (13 Prozent) beschäftigt. Weitere wichtige Branchen waren das Bauwesen mit 9 Prozent und die Land- und Forstwirtschaft mit 8 Prozent. Von den 1.122 Erwerbstätigen aus Altenfelden (ohne temporär von der Arbeit abwesende Personen erwerbstätigen Einwohnern) gingen 2010 nur 299 Personen in Altenfelden ihrer Beschäftigung nach. 823 bzw. 73 Prozent mussten zur Arbeit auspendeln. Von den Auspendlern hatten 40 Prozent ihre Arbeitsstätte im Bezirk Rohrbach und 37 Prozent in Linz. Wichtigste Auspendlergemeinden neben Linz waren Rohrbach in Oberösterreich, Neufelden sowie St. Martin im Mühlkreis und Sarleinsbach. Im Gegenzug pendelten 536 Menschen nach Altenfelden ein, wobei 92 Prozent aus dem Bezirk Rohrbach stammten.

### Land- und Forstwirtschaft
Die Statistik wies für die Gemeinde Altenfelden 2010 105 land- und forstwirtschaftliche Betriebe aus. Darunter befanden sich 40 Haupterwerbsbetriebe, 61 Nebenerwerbsbetriebe und je zwei Personengemeinschaften bzw. Betriebe juristischer Persönlichkeiten. Die Gesamtbetriebszahl war gegenüber 1999 um 22 Betriebe bzw. 17 Prozent gesunken, wobei insbesondere die Anzahl der Nebenerwerbsbetriebe stark rückläufig war. Gemeinsam bewirtschafteten die Betriebe 2010 insgesamt 2.215 Hektar Fläche, wobei 69 Prozent der Fläche von Vollerwerbsbauern, 29 Prozent von Nebenerwerbslandwirten bewirtschaftet wurden. Die Durchschnittsfläche der Vollerwerbsbauern lag dabei mit 38,5 Hektar etwas höher als der oberösterreichische Durchschnitt.

### Verkehr und Infrastruktur
Altenfelden wird durch die Rohrbacher Straße (B 127), die das Gemeindegebiet von Osten nach Norden, an das höherrangigen Verkehrsnetz angebunden. Die Rohrbacher Straße bindet dabei Altenfelden an Kleinzell im Mühlkreis im Osten und Arnreit im Norden an. Über die Rohrbacher Straße verläuft vom Marktplatz in Altenfelden nach Osten die Veldenstraße (L 1518), die Altenfelden mit Neufelden verbindet. Nördlich des Marktes zweigt von der Rohrbacher Straße die Falkenstein Landesstraße (L 584) nach Südwesten ab, die in der Folge nach Osten über Hörhag und der Kleinen Mühl bis in die Nachbargemeinde Lembach verläuft. Die Partenstein Bezirksstraße (L 1517) zweigt wiederum von der Falkenstein Landesstraße nach Süden ab und verläuft über Hörhag, Unteredt und Steinerberg bis nach Untermühl (Gemeinde St. Martin im Mühlkreis). Zwischen dem Markt Altenfelden und Frauenschlag zweigen die Tannberg Landesstraße (L 588) und die Haselbacher Bezirksstraße (L 1525) von der Rohrbacher Straße ab. Die Tannberg Landesstraße führt über Doppl nach Westen in die Gemeinde Lembach. Die Haselbacher Bezirksstraße verläuft über Haselbach Richtung Nordwesten nach Hühnergeschrei. Entlang der Westgrenze der Gemeinde Altenfelden verläuft die Obermühler Landesstraße, die im Ortsteil Obermühl an der Donau (Gemeinde Kirchberg ob der Donau) ihren Ausgang nimmt und über Starz, Doppl und Hühnergeschrei bis nach Krondorf (Gemeinde Hörbich) verläuft.
Die gemeindeeigene Wasserversorgung versorgte 2011 90 Prozent der Einwohner bzw. rund 88 Prozent der Objekte in der Gemeinde, wobei das Wasserleitungsnetz rund 62 Kilometer umfasste. 73 Liegenschaften hatten 2011 keinen Anschluss an die Wasserversorgung, wobei zu diesem Zeitpunkt auch keine größeren Leitungserweiterungen mehr geplant waren. Das aus der Gemeindewasserversorgung abgegebene Trinkwasser stammte zu rund 75 Prozent vom „Wasserverband Fernwasserversorgung Mühlviertel“, die restlichen 25 Prozent aus gemeindeeigenen Quellen. Von der Wasserversorgung Altenfelden werden dabei auch Liegenschaften in den Nachbargemeinden
Kirchberg ob der Donau und Hörbich versorgt. Auch bei der Abwasserbeseitigung war 2001 mit 87 Prozent der Häuser bereits ein sehr hoher Anschlussgrad erreicht, wobei der Bau der Abwasserbeseitigungsanlagen in der Gemeinde abgeschlossen war. Zur Abwasserbeseitigung wurden in der Gemeinde 46 Pumpwerke errichtet, die das Abwasser in die beiden gemeindeeigenen Kläranlagen sowie in die Kläranlagen Neufelden und Kirchberg ob der Donau leiten. Die Kläranlagen in Altenfelden befinden sich dabei in Neundling und Doppl, wobei in Doppl auch Abwässer aus den Nachbargemeinden Hörbich und Arnreit gereinigt werden. Die Restmüllabfuhr und die Bio-Abfuhr wurde 2004 dem Bezirksabfallverband Rohrbach übertragen, der die Abfallabfuhr organisiert und durchführt. Am nördlichen Ortsrand des Marktes wird vom Bezirksabfallverband ein Altstoffsammelzentrum betrieben.

### Sicherheit
Auf dem Gemeindegebiet von Altenfelden bestanden bis zum Beginn des 21. Jahrhunderts drei Freiwillige Feuerwehren. Die Feuerwehr Altenfelden wurde bereits 1883 gegründet. Sie erhielt 1930 die erste Motorspritze, wobei 1945 das gesamte Inventar verbrannte. Jedoch konnte noch im selben Jahr aus Armeebeständen ein Allrad-Fahrzeug erworben und zum Rüstwagen umgebaut werden konnte. 1966 wurde der Rüstwagen durch ein Allradfahrzeug mit Vorbaupumpe ersetzt. Heute unterhält die FF Altenfelden im Zentrum der Gemeinde hinter dem Gemeindeamt ein Feuerwehrhaus, das im September 1999 fertiggestellt wurde. Es beherbergt ein Löschfahrzeug, ein Tanklöschfahrzeug sowie ein Kommandofahrzeug. Die FF Hühnergeschrei wurde 1925 gegründet, wobei noch im selben Jahr ein Pferdewagen mit Handpumpe angeschafft wurde. In der Folge wurde zwischen 1927 und 1928 ein Feuerwehrhaus errichtet und 1936 eine Motorspritze angekauft. In den 1950er Jahren erhielt auch die FF Hühnergeschrei ein Wehrmachtsfahrzeug, das als Feuerwehrfahrzeug diente. Die FF Feuchtenbach wurde bereits 1901 gegründet und erhielt 1931 eine eigene Motorspritze. Diese wurde 1945 durch die Besatzungsmächte konfisziert und 1946 ersetzt. Die FF Feuchtenbach wurde jedoch 2008 auf Grund von Nachwuchsmangel aufgelöst und die Ausrüstung auf die beiden FF Altenfelden und Hühnergeschrei aufgeteilt. Seitdem ist die FF Altenfelden für fast das gesamte Gemeindegebiet zuständig, der Pflichtbereich der FF Hühnergeschrei umfasste das nordwestliche Gemeindegebiet. Nächstgelegene Polizeistelle ist die Polizeiinspektion Neufelden.

### Bildung
Die Wurzeln des Schulwesens in Altenfelden reichen bis ins Mittelalter zurück, wobei zunächst eine Pfarrschule im Ort bestand. Zu Beginn des 19. Jahrhunderts befand sich das Schulgebäude im sogenannten Mesnerhaus, das Ende der 1970er Jahre abgerissen wurde. 1824 beherbergte es erstmals zwei Klassen, wobei bis 1852 alle Ortschaften von Altenfelden und Arnreit zum Schulsprengel gehörten. Erst 1851 wurde in Arnreit eine eigene Schule gegründet. 1861 wurden in der Schule von Altenfelden 158 Kinder unterrichtet, zwischen 1874 und 1876 erfolgte der Neubau des Schulgebäudes. Um 1900 besuchten bereits 293 Kinder in drei Klassen die Volksschule Altenfelden. Den höchsten Schülerstand erreichte Altenfelden schließlich im Schuljahr 1921/22 mit 310 Schülern. In der zweiten Hälfte der 1930er Jahre stieg die Klassenzahl von drei auf fünf. Ende 1944 beherbergte das Schulgebäude Flüchtlinge aus Siebenbürgen, 1945 wurde das Gebäude zudem von den amerikanischen Truppen schwer beschädigt. Die sowjetischen Truppen verwendeten das Gebäude in der Folge als Kaserne, woraufhin in Mairhof ein Notschulbetrieb unterhalten wurde. 1946 konnte der Schulbetrieb wieder nach Altenfelden übersiedeln. Ab den 1960er Jahren wurde Volksschuloberstufe in Altenfelden schrittweise eingestellt, wobei die Kinder ab der fünften Schulstufe die Hauptschule in Neufelden besuchten. 1970 erfolgte der Spatenstich für den Neubau des Schulgebäudes im Südwesten von Altenfelden, das 1973 bezogen werden konnte. Zuletzt wurden im Schuljahr 2013/14 91 Schüler und Schülerinnen in sechs Klassen unterrichtet. Neben den vier Volksschulklassen existiert auch eine Klasse für schwerstbehinderte Kinder sowie eine Förderklasse. An der Volksschule Altenfelden hat der Unterricht und die Integration von Kindern mit sonderpädagogischem Förderbedarf bereits seit den 1970er Jahren Tradition.
In der Gemeinde besteht ein Kindergarten, der in einem Gebäude der Pfarre Altenfelden untergebracht ist und von der Pfarrcaritas betrieben wird. Die Gemeinde Altenfelden organisiert und bezahlt die Bereitstellung von Begleitpersonen sowie den Kindertransport durch eine Unternehmerin aus einer benachbarten Gemeinde. Der Betrieb des Kindergartens wird dabei in einem Prüfbericht als äußerst günstig für die Gemeinde eingestuft, wobei neben den Kindern aus Altenfelden auch einige Kinder aus Neufelden sowie vereinzelt aus Arnreit besuchten. Im September 2013 besuchten 61 Kinder in 3 Gruppen den Kindergarten Altenfelden, wobei zwei Regelgruppen und eine Integrationsgruppe mit Kindern unter drei Jahren bestand.

## Hauptort der Gemeinde
Der Hauptort Altenfelden hat etwa 1000 Einwohner. Zum Hauptort gehört auch die Einöde Höferhof.
Nachbarortschaften:
| Godersdorf Wollmannsberg | Freileben                                   | Unterfeuchtenbach          |
| Mairhof                  | Kompassrose, die auf Nachbargemeinden zeigt | Neufelden (Gem. Neufelden) |
| Panholz                  | Blumau                                      | Höferhof                   |

## Kultur und Sehenswürdigkeiten

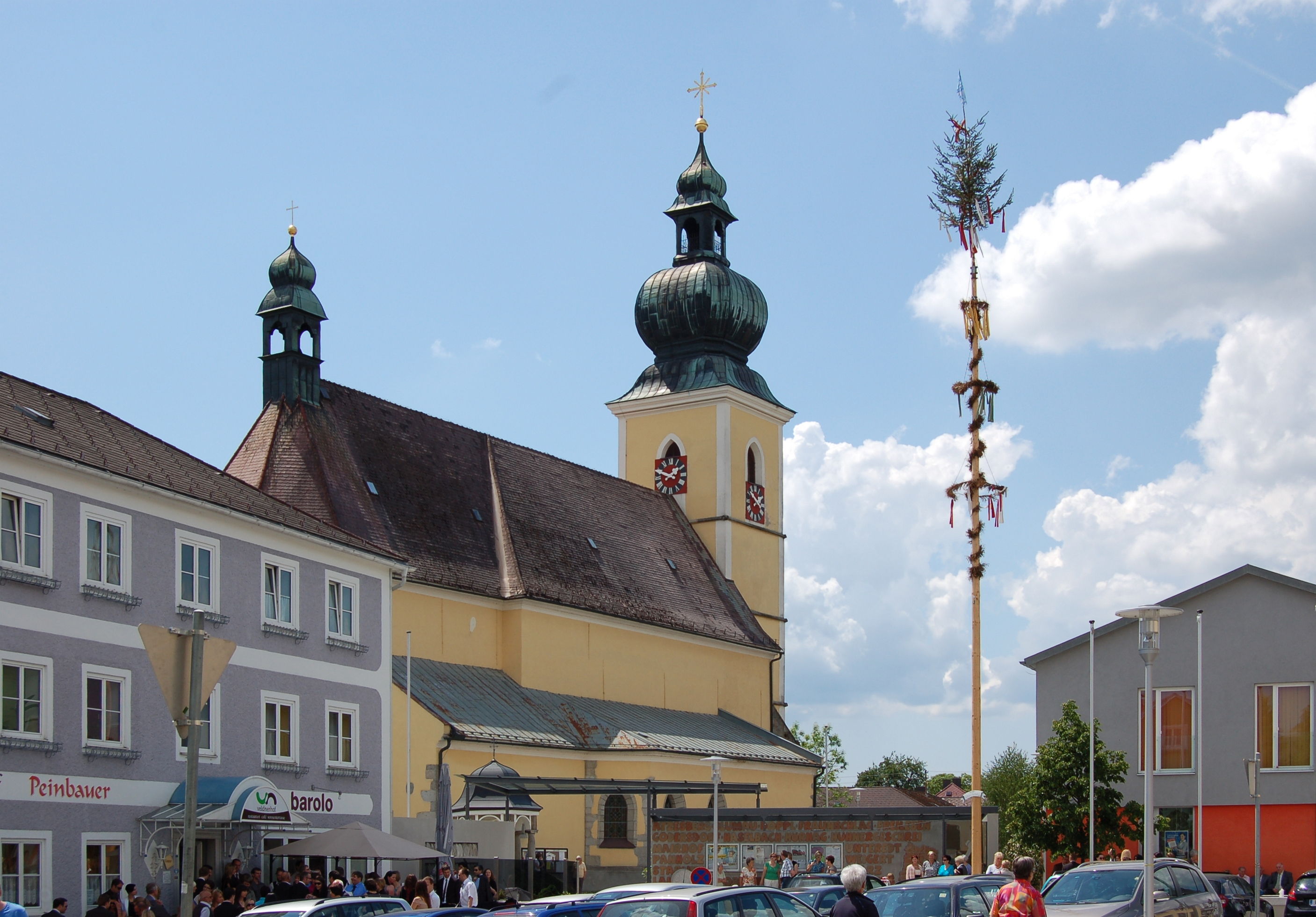
Kath. Pfarrkirche hl. Sixtus II. in Altenfelden

- Pfarrkirche Altenfelden: Die Pfarrkirche geht auf einen älteren Vorgängerbau zurück, wobei das heutige Langhaus spätestens im 14. Jahrhundert errichtet wurde. Die Kapellen wurden im 14. bzw. 15. Jahrhundert errichtet. Ende des 15. Jahrhunderts erfolgte der spätgotische Umbau des Langhauses. Der um 1685 barockisierte Chor beherbergt einen 1859 geschaffenen Hochaltar, der ein wichtiges, frühistoristisches Beispiel gotisierender Altararchitektur darstellt.
- Kriegerdenkmal vor der Pfarrkirche. Es entstand im Anfang der 1920er Jahre.
- Wallfahrtskirche Maria Pötsch: Die Wallfahrtskirche steht im Feuchtenbachtal. Sie wurde 1849 zunächst aus Holz errichtet und wurde im Folgejahr durch eine steinerne Kapelle ersetzt. Die kleine Kirche dient vor allem in den Sommermonaten als Pilgerstätte und ist ein beliebter Ort für Hochzeiten.

- Wildpark Altenfelden: Er wurde zum Ende der 1960er Jahre in der Ortschaft Atzesberg gegründet. Er beherbergt heute auf mehr als 80 Hektar mehr als 200 verschiedene Tierarten, wobei die Artenvielfalt vom kleinen Chacosperlingskauz bis hin zu Wolf, Zebra und Berberaffen reicht.

## Sport
Die sportlichen Belange in der Gemeinde werden in der Gemeinde von der Sportunion Altenfelden getragen, die 1959 als „Österreichische Turn- und Sport-Union S.V. Altenfelden“ gegründet worden war. Der Verein bestand damals aus den drei Sektionen Fußball, Leichtathletik und Tischtennis, wobei die Vereinsfarben mit „Blau-Weiß“ festgelegt wurden. Mittlerweile ist die Anzahl der Sektionen deutlich gestiegen, wobei Judo, Ski/Langlauf, Stockschützen, Tennis, Turnen und Volleyball hinzukamen. Leichtathletik und Tischtennis werden jedoch nicht mehr angeboten. Die Kampfmannschaft der Sektion Fußball spielt in der Saison 2013/14 in der 1. Klasse Nord. Der „Union Reit- und Fahrverein Altenfelden – Mühltal“ entstand 1978 und veranstaltet Dressur-. Spring und Fahrtuniere.

## Vereinsleben
ASKÖ Mühltal, Goldhauben- und Kopftuchgruppe Altenfelden, Imkerverein Altenfelden, Jagdgesellschaft Altenfelden, Motorradstammtisch Altenfelden, Musikverein Altenfelden, Naturfreunde Ortsgruppe Altenfelden, Pensionistenverband Altenfelden, Seniorenbund Altenfelden, Sportunion Altenfelden, Union Reit- und Fahrverein Altenfelden-Mühltal, SBV Altenfelden, Verschönerungsverein Altenfelden.

## Persönlichkeiten

### Ehrenbürger der Gemeinde
- Hermann Kagerer (1896–1984), Pfarrer und Widerstandskämpfer gegen den Nationalsozialismus

### Söhne und Töchter der Gemeinde
- Willibald Katzinger (1949–2019), Historiker und Museumsleiter

### Mit der Gemeinde verbundene Persönlichkeiten
- Elisa Mörzinger (* 1997), Skirennläuferin